# Robert Ferrigno
Pour les articles homonymes, voir Ferrigno.
Robert Ferrigno, né en 1947 ou 1948 en Floride, est un romancier américain, auteur de roman policier et de littérature de l'imaginaire.

## Biographie
En 1990, Robert Ferrigno publie son premier roman Le Pot au noir (Horse Latitudes).
En 2001, avec Frères de sang (Flinch), il commence une série mettant en scène Jimmy Cage, un journaliste d'investigation pour le magazine SLAP, à Los Angeles. Avec le second roman de cette série, La starlette était trop belle (Scavenger Hunt), il est nommé pour le prix Shamus du meilleur roman.
À partir de 2006, avec Feddayin (Prayers for the Assassin (en)), il commence une trilogie The Assassin située après les attentats du 11 septembre 2001. Avec le deuxième roman de cette trilogie, Sins of the Assassin, il est nommé pour le prix Edgar-Allan-Poe 2009 du meilleur roman.

## Œuvre

### Romans

#### SérieJimmy Cage
- Flinch (2001)
  - Frères de sang, Encre de nuit coll. « Noire » (2003)  (ISBN 2-84860-001-2), réédition J'ai lu no 7497 (2004)  (ISBN 2-290-33745-5)
- Scavenger Hunt (2003)
  - La starlette était trop belle, Encre de nuit coll. « Noire » (2005)  (ISBN 2-84860-015-2)

#### TrilogieThe Assassin
- Prayers for the Assassin (2006)
  - Feddayin, Le Cherche Midi (2009) coll. « NéO »  (ISBN 978-2-7491-1424-8), réédition J'ai lu no 9302 (2010)  (ISBN 978-2-290-02387-7)
- Sins of the Assassin (2008)
- Heart of the Assassin (2009)

#### Autres romans
- Horse Latitudes (1990)
  - Le Pot au noir, Flammarion (1990)  (ISBN 2-08-066466-2)
- The Cheshire Moon (1993)
- Dead Man’s Dance (1995)
- Dead Silent (1996)
- Heartbreaker (1999)
  - Pas un pour sauver l'autre, Éditions du Seuil, coll. « Seuil policiers » (2001)  (ISBN 2-02-039901-6)
- The Wake-Up (2005)
  - Faux pas à Los Angeles, Encre de nuit coll. « Noire » (2006)  (ISBN 2-84860-023-3)

## Prix et distinctions

### Nominations
- Prix Shamus 2004 du meilleur roman pour Scavenger Hunt[4]
- Prix Shamus 2005 du meilleur roman pour The Wake-Up[4]
- Prix Edgar-Allan-Poe 2009 du meilleur roman pour Sins of the Assassin[5]